# Military Provost Guard Service
Il Military Provost Guard Service (MPGS) è responsabile del mantenimento della sicurezza fisica nelle sedi delle British Armed Forces in tutta la Gran Bretagna. È una delle tre unità costitutive dell'Adjutant General's Corps (le altre due unità sono la Royal Military Police e il Military Provost Staff). In Irlanda del Nord, la sicurezza presso gli stabilimenti del Ministero della difesa è fornita dal Northern Ireland Security Guard Service in modo simile a quello dell'MPGS in Gran Bretagna.
Lo scopo dell'MPGS è razionalizzare le disposizioni di sorveglianza nei siti in cui normalmente vive e lavora il personale di servizio. L'MPGS sostituisce i compiti precedentemente detenuti dai civili con soldati armati. L'MPGS lavora a fianco del servizio civile disarmato del Ministry of Defence Guard Service (MGS).

## Storia
L'MPGS è stata formata sulla scia dei cambiamenti strutturali delle forze armate e della crescente minaccia del terrorismo nel 1999.

## Ruolo operativo
I compiti dell'MPGS includono:
- Controllo dell'accesso in entrata e in uscita a un sito
- Gestire le operazioni della sala di controllo e garantire che tutti i visitatori siano trattati in modo efficiente
- Pattugliare i perimetri del sito e intraprendere le azioni necessarie per preservare la sicurezza del perimetro
- Gestione degli incidenti di sicurezza, come pacchi sospetti, minacce di bombe, proteste, ecc.
- Servizi militari con cane da lavoro in alcuni siti.

Per aderire all'MPGS, i richiedenti devono aver prestato servizio per almeno tre anni in qualsiasi ramo o servizio, inclusa la Royal Naval Reserve, la Royal Marines Reserve, il Territorial Army e la Royal Auxiliary Air Force. Devono aver completato quel servizio entro sei anni dalla richiesta nell'MPGS, a meno che non abbiano un servizio pertinente nella polizia o nel HM Prison Service da quando hanno lasciato le forze armate.
Per unirsi, devono arruolarsi nuovamente nell'esercito britannico regolare in un Military Local Service Engagement (MLSE). L'MLSE è una forma di reclutamento che è idealmente adatto per essere utilizzato dall'MPGS. L'MLSE è rinnovabile su base triennale a condizione che il soldato continui a soddisfare i requisiti e gli standard del servizio, così come c'è una continua necessità di soldati MPGS in quella particolare unità.
Ci sono 26 agenti di polizia che attualmente hanno un Memorandum of Understanding (MOU) con il Military Provost Guard Service in relazione all'autorità legale per il trasporto di armi da fuoco sulle strade del Regno Unito.

## Uniforme e attrezzatura
I soldati MPGS hanno la stessa uniforme e l'equipaggiamento delle altre armi e servizi dell'esercito britannico, anche se su scala ridotta a causa del loro ruolo di caserma. L'abbigliamento da lavoro quotidiano è l'uniforme da combattimento del Personal Clothing System (PCS CU) standard in Multi-Terrain Pattern (MTP), berretto con stemma, cintura (o cintura stabile) e stivali da combattimento. La maglia e la giacca avranno il flash di riconoscimento tattico MPGS (vedi in alto) sulla manica destra. Se i soldati stanno svolgendo compiti di sicurezza su strade o controlli di veicoli, possono anche indossare una giacca gialla ad alta visibilità, normalmente con "SECURITY" o "MILITARY GUARD" stampata sul davanti e sul retro. L'arma da fuoco principale utilizzata dall'MPGS è il fucile d'assalto SA80 L85A2; Possono essere utilizzate anche pistole semiautomatiche Glock 9 mm. Tutti i soldati MPGS devono superare un test di utilizzo delle armi ogni due anni per usare le armi da fuoco.

## Veicoli
L'MPGS utilizza pick-up Toyota 4x4 bianco o argento con "SERVICE SECURITY PATROL" o "ARMY SECURITY PATROL" sul cofano, lato sinistro, lato destro e sul retro sopra una striscia gialla fluorescente. Alcuni veicoli hanno un lampeggiante ambra sul tetto per una maggiore visibilità. Alla fine del 2013 il Ministero della difesa ha acquistato alcuni nuovi pickup Ford Ranger da utilizzare all'interno dell'MPGS e di altri reparti MOD.